# Sveta Planina
Sveta Planina – wieś w Słowenii, w gminie Trbovlje. W 2018 roku liczyła 121 mieszkańców.